# Station Berjou
Station Berjou is een spoorwegstation in de Franse gemeente Berjou. Het station is gesloten.  